# Wessel Kuhn
Wessel Kuhn (* 16. September 2006 in Helmond, Niederlande) ist ein niederländischer Fußballspieler.
Er spielt auf der Position des Innenverteidigers. Kuhn spielt seiner Kindheit bei der PSV Eindhoven und ist zudem niederländischer Nachwuchsnationalspieler.

## Karriere

### Verein
Wessel Kuhn kam im Jahr 2013 in die Fußballschule der PSV Eindhoven und gab am 28. August 2023 beim 2:1-Sieg im Zweitligaspiel gegen Helmond Sport, dem Verein seiner Geburtsstadt, sein Pflichtspieldebüt für die zweite Mannschaft der Eindhovener.

### Nationalmannschaft
Wessel Kuhn ist niederländischer Nachwuchsnationalspieler und vertrat sein Land in den Altersklassen U16, U17 und U18.